# Soitec
Soitec er en fransk producent af materialer til produktion af halvledere. Deres væsentligste produkt er silicium-waffere. Soitec blev etableret i 1992 nær Grenoble af to forskere fra CEA Leti.